# Freiherr-von-Fritsch-Kaserne (Breitenburg)
Die Freiherr-von-Fritsch-Kaserne in Breitenburg-Nordoe im Kreis Steinburg bei Itzehoe war eine Kaserne der Bundeswehr von 1959 bis 2008. Sie beherbergte hauptsächlich Artillerie-, Sanitäts-, Panzergrenadier- und Jägereinheiten. Sie umfasste eine Fläche von 38,26 Hektar. Nach der Aufgabe ihrer militärischen Nutzung wurden die Kasernengebäude im Wesentlichen abgerissen. Es entstanden ein Wohngebiet von Breitenburg und ein Gewerbegebiet.

## Geschichte

### Vorgeschichte, Planung und Bau der Kaserne

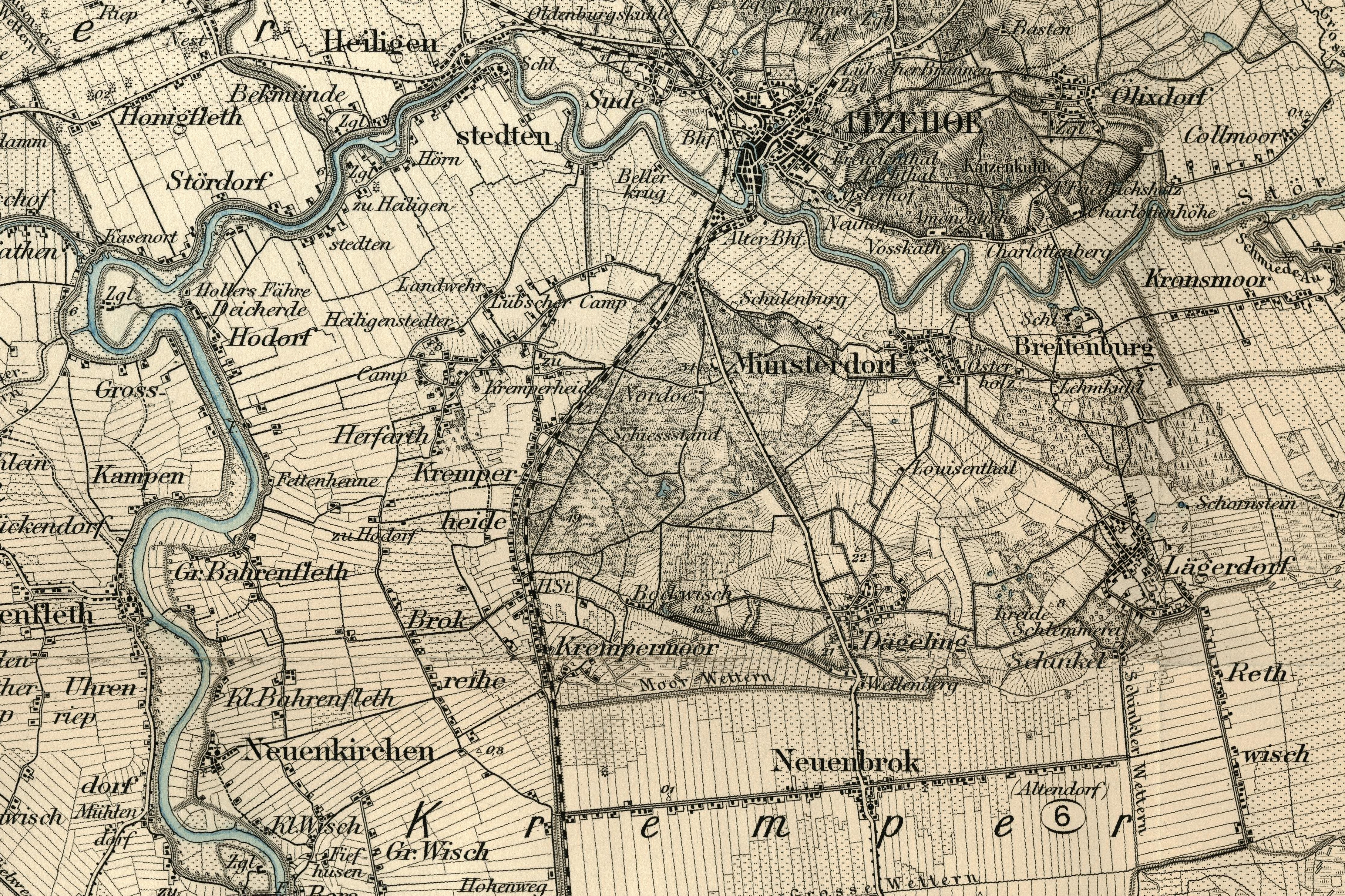
Karte von 1893 mit Schießstand in der Nordoer Heide

Ab dem Jahre 1889 fand die Liegenschaft als Bestandteil eines größeren Ausbildungs- und Übungsgelände in der Nordoer Heide durch das in Itzehoe stationierte Feldartillerie-Regiment "Generalfeldmarschall Graf Waldersee" (Schleswigsches) Nr. 9 des Deutschen Heeres Verwendung. Die Wehrmacht des NS-Staates nutzte das Gelände in den 1930er Jahren bis zum Ende des Zweiten Weltkrieges. Anschließend diente das Areal Truppen der Britischen Rheinarmee und Dänischen Streitkräften.
Mit dem Aufbau der Bundeswehr wurde Mitte der 1950er Jahre die Entscheidung für die Errichtung einer Kaserne auf dem Übungsgelände in der Nordoer Heide getroffen und der Bauauftrag im Oktober 1956 vergeben. Es wurden sechs Unterkunftsgebäude für ein Bataillon, mehrere Hallen, ein Stabs-, ein Wirtschafts-, ein Wach- und ein Kammergebäude, ein Wasserwerk sowie Kantinen- und Speisenräume für 17 Millionen DM errichtet.

### Stationierungen 1959 bis 1971
Am 16. März 1959 zog das Grenadierbataillon 31 in die Kaserne als erste Einheit ein. Es war zuvor in der Hanseaten-Gallwitz-Kaserne in Itzehoe untergebracht. Hier wurde es zum 1. April 1959 in Panzergrenadierbataillon 171 (mot.) umbenannt, am 1. April 1970 in das Jägerbataillon 391 (Geräteeinheit) umgegliedert und am 30. September 1972 in das Steinlager Putlos verlegt. Am 1. April 1981 wurde es zum Jägerbataillon 512 (MTW) und schließlich am 30. September 1993 aufgelöst.
Die am 16. September 1958 in der Scharnhorst-Kaserne in Lingen (Ems) gebildete Panzeraufklärungskompanie 180, die ab 7. Januar 1959 zunächst nach Strande-Altbülk in die dortige Anlage Belvedere untergebracht war, zog im August 1959 schließlich nach Breitenburg in die neue Kaserne um. Doch bereits am 1. Oktober 1961 kam es zur Auflösung der Einheit. Sie ging teilweise im neuen Brigadespähzug der Panzerbrigade 18 auf.
Die 2. Batterie des Artilleriebataillons 62, die am 15. Oktober 1959 im Lager Donnerberg in Eschweiler aufgestellt worden war, wurde noch 1959 nach Breitenburg-Nordoe verlegt. Die einzelnen Batterien des Bataillons entstanden sodann an den Standorten Itzehoe (Hanseaten-Gallwitz-Kaserne) und Boostedt (Rantzau-Kaserne), da die Liliencron-Kaserne in Kellinghusen, in der das Bataillon schließlich unterkommen sollte, noch nicht fertiggestellt war. Die Umbenennung des Verbandes in Raketenartilleriebataillon 62 fand am 9. Oktober 1962 statt. Am 25. März 1964 begann der Umzug nach Kellinghusen, der am 24. Oktober 1964 seinen feierlichen Abschluss fand.
Am 16. September 1964 wurde die Kaserne nach General Freiherr von Fritsch benannt, der von 1936 bis 1938 Oberbefehlshaber des Heeres war.
Das am 16. Mai 1963 im Lager Donnerberg in Eschweiler aufgestellte Raketenartilleriebataillon 650 wurde am 15. November 1964 nach Breitenburg-Nordoe verlegt. Es war mit nuklearfähigen Raketen ausgestattet. Im Ernstfall sollte die Einheit atomare Sprengköpfe der US-Armee erhalten. Daher wurde im November 1965 das 75th U.S. Army Field Artillery Detachment der US-Streitkräfte im November 1965 nach Deutschland verlegt, in der Freiherr-von-Fritsch-Kaserne stationiert und dem Raketenartilleriebataillon 650 zugeordnet. Aufgrund der nunmehr in der Kaserne untergebrachten zwei Bataillone musste der Unterkunftsbereich ab 1965 erweitert werden. Zudem wurde 1965 eine Sporthalle errichtet. Am 1. April 1973 zog das Raketenartilleriebataillon in die Briesen-Kaserne nach Flensburg-Weiche um. Ihm folgte im November 1974 die U.S.-Einheit. Nach dem Ende des Kalten Krieges wurde zunächst das 75th U.S. Army Field Artillery Detachment am 15. Juni 1992 aufgelöst. Auch das Raketenartilleriebataillon 650 beendete am 30. September 1993 seinen Dienst.
Der Stab und die Stabsbatterie der 294th United States Army Artillery Group wurden am 1.  Mai 1966 ebenfalls in der Kaserne stationiert, im November 1974 nach Flensburg in die Briesen-Kaserne verlegt und mit einem Appell am 8. Mai 1992 zum 15. Juni 1992 aufgelöst.

### Stationierungen 1972 bis 1991
Das am 1. Oktober 1970 in der Liliencron-Kaserne in Kellinghusen aufgestellte Beobachtungsbataillon 6 wurde am 1. Oktober 1972 zunächst in die Freiherr-von-Fritsch-Kaserne verlegt, wo es am 1. Oktober 1979 in Beobachtungsbataillon 63 umbenannt wurde. Von hier aus zog es mit Ausnahme der 4. Kompanie zwischen April und November 1981 in die Hanseaten-Kaserne um. Mit dem Ende des Kalten Krieges kam auch das Aus für diesen Verband zum 1. Oktober 1993.
Am 1. April 1973 entstand in der Kaserne das Ausbildungszentrum „Territorialheer“ 11/4, das am 1. Oktober 1973 die Ausbildung von Reservisten in Sicherungs- und Pionierkompanien aufnahm. 1981 wurde es in Jägerausbildungszentrum 41/3 umbenannt. Die Einrichtung verblieb bis zu ihrer Auflösung am 30. September 1991 in der Kaserne.
Ab 1973 war das Wehrleit- und Ersatzbataillon 604 als Geräteeinheit in der Kaserne stationiert.
1975 erfolgte der Neubau eines Technischen Bereichs und des Offiziersheims.
In der Liliencron-Kaserne in Kellinghusen wurde am 1. Oktober 1979 die Drohnenbatterie 6 aufgestellt, die jedoch noch im selben Jahr in die Freiherr-von-Fritsch-Kaserne verlegte, wo sie am 30. September 1981 zur 4./Beobachtungsbataillon 63 umgegliedert wurde.
Die Flugabwehrkanonenausbildungsbatterie 903 wurde in der Freiherr-von-Fritsch-Kaserne am 1. April 1980 aufgestellt. Im März 1981 erfolgte die Verlegung nach Lütjenburg in die Schill-Kaserne.
Am 1. April 1981 schlug in der Kaserne die Geburtsstunde des teilaktiven Jägerbataillons 67 mit insgesamt 5 Kompanien, davon eine mobilmachungsabhängig. Der Verband trug den Beinamen „Breitenburger Jäger“. Zum 1. Oktober 1991 fand eine Umgliederung zum Jägerbataillon (MobAusb) 67 statt. Das Bataillon wurde schließlich zum 30. September 1992 außer Dienst gestellt. Zu ihm gehörte für die Dauer seines Bestehens eine eigene Fahrschulgruppe.
Die am 1. April 1959 in der Hanseaten-Gallwitz-Kaserne aufgestellte Instandsetzungskompanie, die am 1. Oktober 1975 in 3./Instandsetzungsbataillon 6 umbenannt wurde, zog im Juli 1981 in die Freiherr-von-Fritsch-Kaserne, wo sie am 30. September 2005 ihre Auflösung erfuhr.
Ab 1981 war das Sicherungsbataillon 68 als Geräteeinheit in der Kaserne stationiert.
Am 1. Oktober 1982 wurde in der Freiherr-von-Fritsch-Kaserne als Geräteeinheit das Lazarett 6142 aufgestellt, das jedoch ab 1986 im Mobilmachungsstützpunkt der Hanseaten-Kaserne in Itzehoe untergebracht war.
In den 1980er Jahren bestand in der Kaserne in Breitenburg zudem die Führerreserve II für Territorialkommando Schleswig-Holstein.
Zur medizinischen Versorgung war in der Freiherr-von-Fritsch-Kaserne vom 1. Juli 1972 bis zum 31. März 1998 der Sanitätsbereich 11/10 mit Material ausgestattet. Die Zahnarztgruppe 105/3 wurde am 1. Juli 1973 gebildet und bestand hier bis zum 31. Dezember 1998. Es war die Standortfernmeldeanlage 117/402 eingerichtet. Vom 1. April 1981 bis zum 30. September 1994 waren die Dienstposten des Standort- und Kasernenfeldwebels Itzehoe in der Kaserne beheimatet.

### Stationierungen ab 1992
Das am 1. Oktober 1958 in Alt-Bülk aufgestellte und seit dem 28. November 1958 in der Hanseaten-Gallwitz-Kaserne in Itzehoe stationierte Sanitätsbataillon 6 (teilaktiv) der 6. Panzergrenadierdivision verlegte zwischen dem 31. März 1991 und 23. Mai 1992 schrittweise in die Freiherr-von-Fritsch-Kaserne. Das Sanitätsbataillon 6 wuchs am 2. Januar 1997 zum Sanitätsregiment 6 der 14. Panzergrenadierdivision „Hanse“ auf, wurde am 1. Juni 2003 zum Lazarettregiment 11 umgegliedert und verlegte am 1. Oktober 2007 in die Stapelholmer Kaserne nach Seeth, wo es schließlich am 30. Juni 2015 aufgelöst wurde. Ab dem 1. April 2007 gehörten zum Lazarettregiment 11 auch die Verstärkungsreserven Einsatzlazarette 111 und 112.

### Sanierungsarbeiten und Schließung
Zwischen 2001 und 2003 wurden die Sanierung der Wärmeerzeugung durchgeführt und die Instandsetzung der Abwasseranlagen geplant.
Mit dem Stationierungskonzept 2004 fiel die Entscheidung gegen die Freiherr-von-Fritsch-Kaserne als Bundeswehrstandort. Zum 31. Dezember 2008 wurde die Kaserne durch die Bundeswehr geschlossen.

## Konversion

### Entwicklungsstudie und Verkauf
Nach Bekanntgabe der Entscheidung zur Standortaufgabe wurde 2006 durch die Gemeinde Breitenburg in Kooperation mit dem Kreis Steinburg, der Stadt Itzehoe und 15 weiteren Gemeinden sowie dem Land Schleswig-Holstein eine „Entwicklungsstudie Breitenburg-Nordoe“ erarbeitet, die im westlichen Teil des Kasernengeländes Wohnbebauung und im östlichen Areal der Liegenschaft gewerbliche Nutzungen vorsah. Einzelhandel wurde weitestgehend ausgeschlossen. Hierauf aufbauend wurde ein städtebauliches Konzept 2008/2009 erstellt, das im Nordwesten der Kaserne gemischte Bauflächen, im Südwesten ein Wohngebiet und im Osten Gewerbeflächen zum Gegenstand hatte. Insgesamt bestand die Möglichkeit zur Errichtung von 120 Wohneinheiten. Mitte 2009 erwarb ein privater Investor aus Itzehoe das Gelände, das ihm am 30. Juni 2009 übergeben wurde.

### Bauleitplanung und Umsetzung

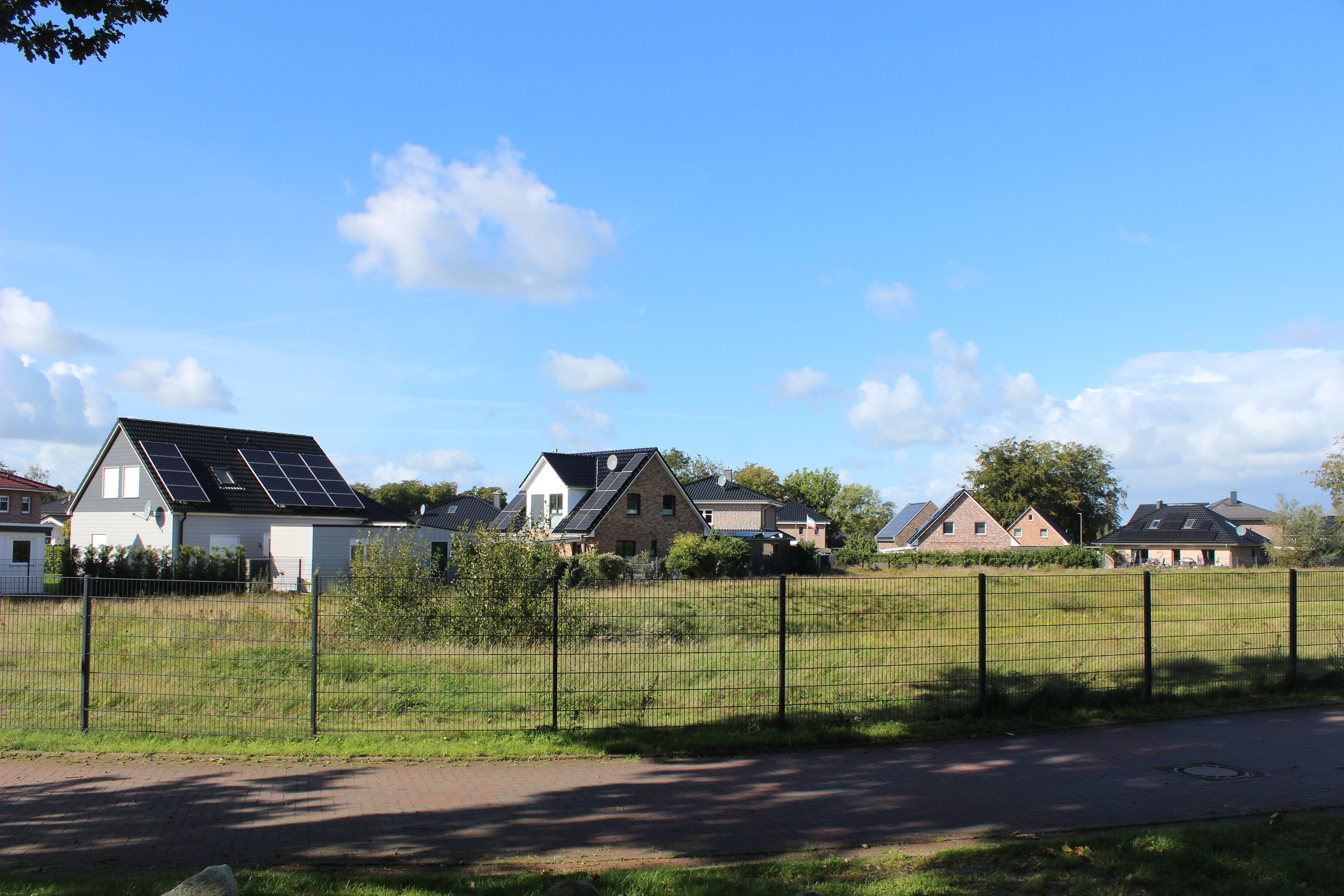
Ehemalige Freiherr-von-Fritsch-Kaserne in Breitenburg nach der Konversion zum Wohngebiet

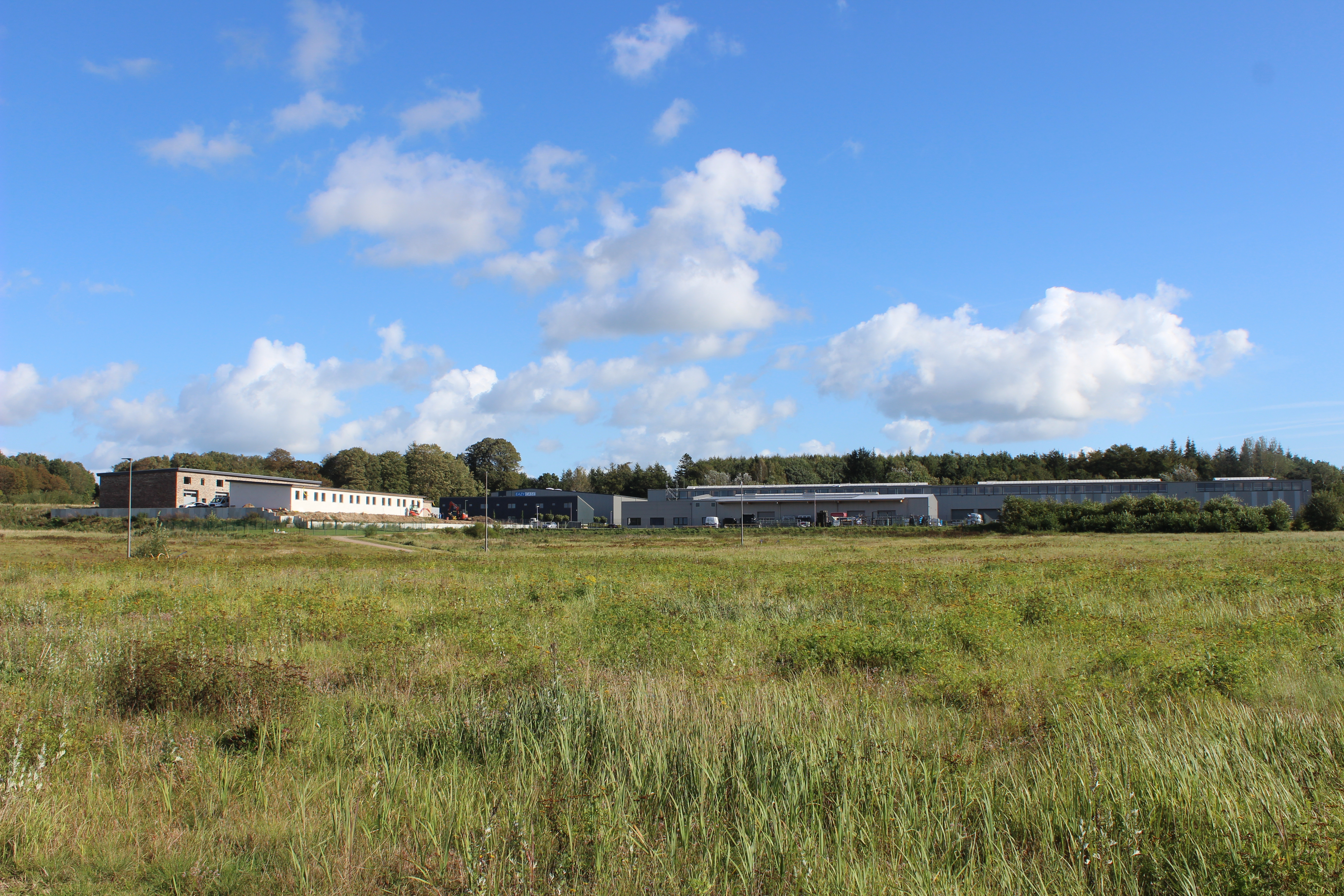
Gewerbegebiet in der ehemaligen Freiherr-von-Fritsch-Kaserne Breitenburg

Die 7. Änderung des Flächennutzungsplans der Gemeinde Breitenburg wurde mit Beschluss vom 11. Dezember 2007 aufgestellt und am 13. Mai 2013 durch die Gemeindeversammlung verabschiedet. Der mit Beschluss vom 29. Juni 2011 aufgestellte Bebauungsplanentwurf Nr. 9 „Nordoer Heide“ wurde am 20. Februar 2014 als Satzung durch die Gemeindevertretung erlassen. Er umfasste ein Gebiet von 37,64 Hektar. Neben einem allgemeinen Wohngebiet von 5,79 Hektar, nahmen ein Mischgebiet 3,19 Hektar, ein Gewerbegebiet 13,29 Hektar, Versorgungsflächen 2,24 Hektar, Gemeinbedarfsfläche 0,24 Hektar, Verkehrsflächen 2,63 Hektar, Grünflächen 6,97 Hektar und Wald 3,29 Hektar ein. Es war der weitgehende Abriss der Stabs- und Unterkunftsgebäude festgelegt. Lediglich einige Hallen sollten für Gewerbebetriebe erhalten werden können. 2013/14 hatte bereits der Abbruch der Kasernengebäude stattgefunden. Im Frühjahr 2014 begann die Vermarktung der Bauparzellen. Mitte 2014 war die Infrastruktur für das neue Wohngebiet geschaffen. Bis 2019 waren die 120 geplanten Wohneinheiten entstanden. Im Gewerbe- und im Mischgebiet ist hingegen erst ein Teil der Flächen belegt.

### Umwandlung des Truppenübungsplatzes in Naturschutzgebiet
Der neben der ehemaligen Kaserne gelegene Truppenübungsplatz mit einer Fläche von ca. 400 Hektar wurde an die Stiftung Naturschutz verpachtet. Das Ministerium für Landwirtschaft, Umwelt und ländliche Räume in Schleswig-Holstein wies dort im März 2013 das „Naturschutzgebiet Binnendünen Nordoe“ aus.